# Synagoga Ezras Izrael w Łodzi
Synagoga Ezras Izrael w Łodzi, zwana Litwaków lub Wołyńską – nieistniejąca synagoga, która znajdowała się w Łodzi, przy ulicy Wólczańskiej 6. W 1940 rozebrano ruiny.

## Historia
Synagoga została zbudowana w latach 1899-1904. Według planów znajdujących się w Archiwum Państwowym w Łodzi została zaprojektowana przez Dawida Lande.
Plac przy Wólczańskiej 6 w końcu XIX wieku kupiła grupa żydowskich kupców. Budynek świątyni powstał na planie prostokąta. Od strony ulicy budynek oddzielony był od chodnika ogrodzeniem i cokołem. Miała trzy kondygnacje z podpiwniczeniem w przedniej części. Nad podwójnym wejściem był trójkątny szczyt z arkadowym fryzem, nad nim duża rozeta. Elewację podzielono gzymsami kordonowymi na trzy kondygnacje o licu pokrytym pasowymi boniowaniami i wypełnione w dwóch dolnych poziomach wysokimi arkadowymi oknami; środkową kondygnację wieńczył arkadowy fryz. W elewacji umieszczono okna o różnej wielkości, a na szczycie były małe wieżyczki zakończone kopułami. Synagoga miała dwa odrębne wejścia dla kobiet, którymi wchodziły na galerię babiniec. Na parterze znajdował się duży przedsionek, z którego prowadziły dwa wejścia do sali modlitw. Sala była oświetlona przez cztery okna z każdego boku. W jej centrum znajdowała się ośmiokątna bima i podwieszony strop. Powyżej Aron ha-kodesz, na wysokości 2. kondygnacji ściany wschodniej znajdowały się dwa świetliki. W 1940 rozebrano ruiny.
W chwili rozpoczęcia działalności synagogi zarządzana była przez stowarzyszenie "Ezras Izrael", które tworzyli Lejb Padwa i Tenszel Basz. 
Podczas II wojny światowej, w nocy z 10 listopada na 11 listopada 1939 niemieccy okupanci spalili synagogę. Podczas niszczenia budynku Niemcy znęcali się nad rabinami synagogi, co opisał w Pieśni o zamordowanym żydowskim narodzie Icchak Kacenelson.
Plac po rozebranej synagodze pozostał nie zabudowany. Po dawnej synagodze nie ma tablicy pamiątkowej.